# Лівни (Калінінградська область)
Лівни (рос. Ливны) — селище Гвардійського міського округу, Калінінградської області Росії. Входить до складу Зоринського сільського поселення.
Населення — 42 особи (2015 рік).

## Населення
| 2002 | 2010 |
| ---- | ---- |
| 31   | ↗42  |